# Catherine Siguret
 (novembre 2020).
Si vous disposez d'ouvrages ou d'articles de référence ou si vous connaissez des sites web de qualité traitant du thème abordé ici, merci de compléter l'article en donnant les références utiles à sa vérifiabilité et en les liant à la section « Notes et références ».
Catherine Siguret, née le 29 novembre 1969, est une écrivaine, scénariste et journaliste, auteure de plus de soixante-dix livres : romans, essais, témoignages de société ou biographies de personnalités, ouvrages spécialisés de médecins ou psychanalystes, publiés dans différentes grandes maisons d'édition parisienne. 
Également scénariste depuis 2016, elle garde pour spécialité les histoires vraies, les destins d'« anonymes », avec une prédilection pour la psychologie, la médecine et le fait divers.

## Biographie
Après les classes préparatoires classiques (ENS Ulm) au lycée Louis-le-Grand (1987-1990) à Paris, Catherine Siguret suit les cours de philosophie à l'université Sorbonne-Nouvelle et consacre sa maîtrise et son DEA à Leibniz, sur le thème de « la liberté, le destin et la grâce de Dieu » dans l'œuvre du philosophe allemand à partir d'opuscules latins inédits et intraduits fraîchement découverts (1991-1992).  
Catherine Siguret fait ses premiers pas de journaliste à Bas les masques chez Mireille Dumas en 1993. Elle se consacre dès lors à la recherche active de personnes hors du commun, et à l'écoute de ceux qui sont le plus souvent en souffrance, transmettant leur parole et leur message, en livre, reportages ou articles. Elle écrit à 24 ans ses premières « autobiographies » comme nègre littéraire (ouvrages cosignés) et alterne « autobiographies » d'anonymes éprouvés par la vie ou célébrités avec le journalisme de télévision (rédactrice en chef de Ciel mon mardi, Y a pas photo, coauteur de longs reportages), toujours rattrapée par le monde des livres. Elle a raconté son addiction aux « gens » et à l'écriture dans Enfin Nue (Intervista, 2008), qui lui a valu la Une du Figaro littéraire et une presse abondante comme « plus anonyme des auteurs de best sellers » avec plus d'un million de livre vendus. La quasi-totalité des ouvrages ont vu le jour à son initiative, après sa rencontre avec des personnalités particulièrement attachantes et édifiantes.
Depuis quelques années, ses témoignages sont fréquemment adaptés en films ou téléfilms, par le cinéma ou la télévision, avec notamment Éperdument, de Pierre Godeau (2016), avec Guillaume Gallienne et Adèle Exarchopoulos, Ils sont vivants, de Jérémie Elkaïm (2022), avec Marina Foïs ou La vie, l'amour, tout de suite, de Nicolas Cuche (M6 2022).
Depuis 2016, elle travaille régulièrement comme scénariste. Coscénariste avec Stéphane Kaminka de la mini-série 6x52' Au-delà des apparences (France 3 janvier 2019, réalisé par Éric Woreth), produit par Kam&ka, autour de la question de la gémellité, et du Crime dans la peau, sur le monde du tatouage, ou encore un épisode d'Alice Nevers (Ego productions). Au-delà des Apparences a reçu le Grand Prix de la meilleure série du Festival Polar de Cognac (2018).
Elle est l'auteure de deux pièces de théâtre, Max & Vincent et Tanguette qui n'ont jamais été montées.